# 西比尤特 (加利福尼亞州)
西比尤特（英語：West Butte）是位於美國加利福尼亞州科盧薩縣的一個非建制地區。該地的面積和人口皆未知。

## 地理
西比尤特的座標為39°11′14″N 121°53′17″W / 39.18722°N 121.88806°W，而該地的平均海拔高度為26米（即85英尺）。